# Pancoran (Dżakarta Południowa)

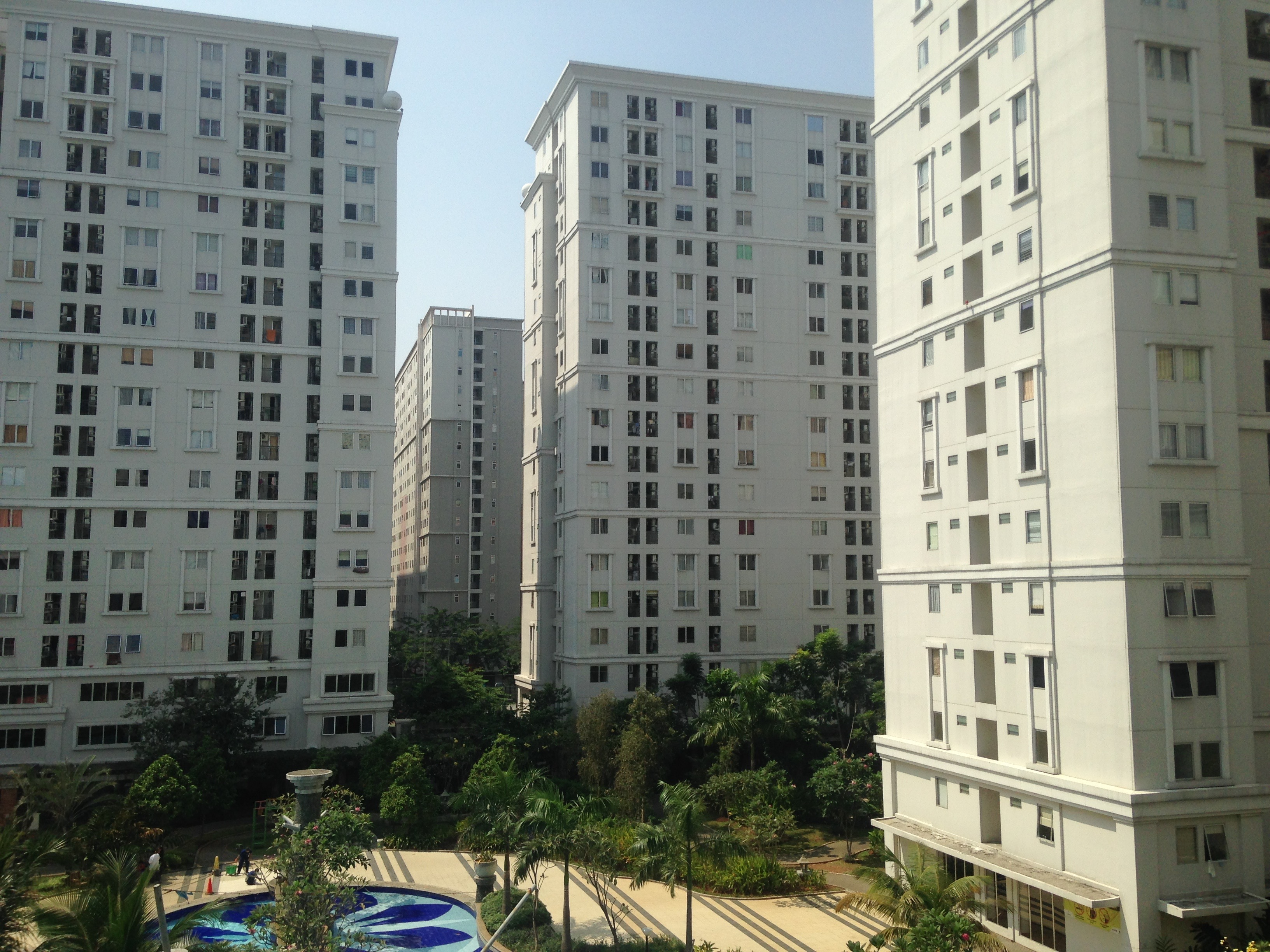
Kompleks mieszkalny Kalibata City

Pancoran – dzielnica Dżakarty Południowej. Zamieszkuje ją 119 437 osób. 

## Podział
W skład dzielnicy wchodzi sześć gmin (kelurahan):
- Kalibata – kod pocztowy 12740
- Rawa Jati – kod pocztowy 12750
- Duren Tiga – kod pocztowy 12760
- Cikoko – kod pocztowy 12770
- Pengadegan – kod pocztowy 12770
- Pancoran – kod pocztowy 12780